# クロロブタノール
クロロブタノール(Chlorobutanol)またはトリクロロ-2-メチル-2-プロパノール(trichloro-2-methyl-2-propanol)は、防腐剤、鎮静薬、睡眠薬、弱い局所麻酔薬であり、抱水クロラールと似た性質を持つ。抗生物質、抗真菌薬としての作用も持つ。通常は0.5%濃度で用いられる、多成分製剤に長期安定性を与えるが、水中では0.05%でも抗生物質活性を維持する。無脊椎動物や魚類に対し、麻酔や安楽死に用いられる。白色で揮発性の固体で、メタノール様臭を持つ。

## 合成

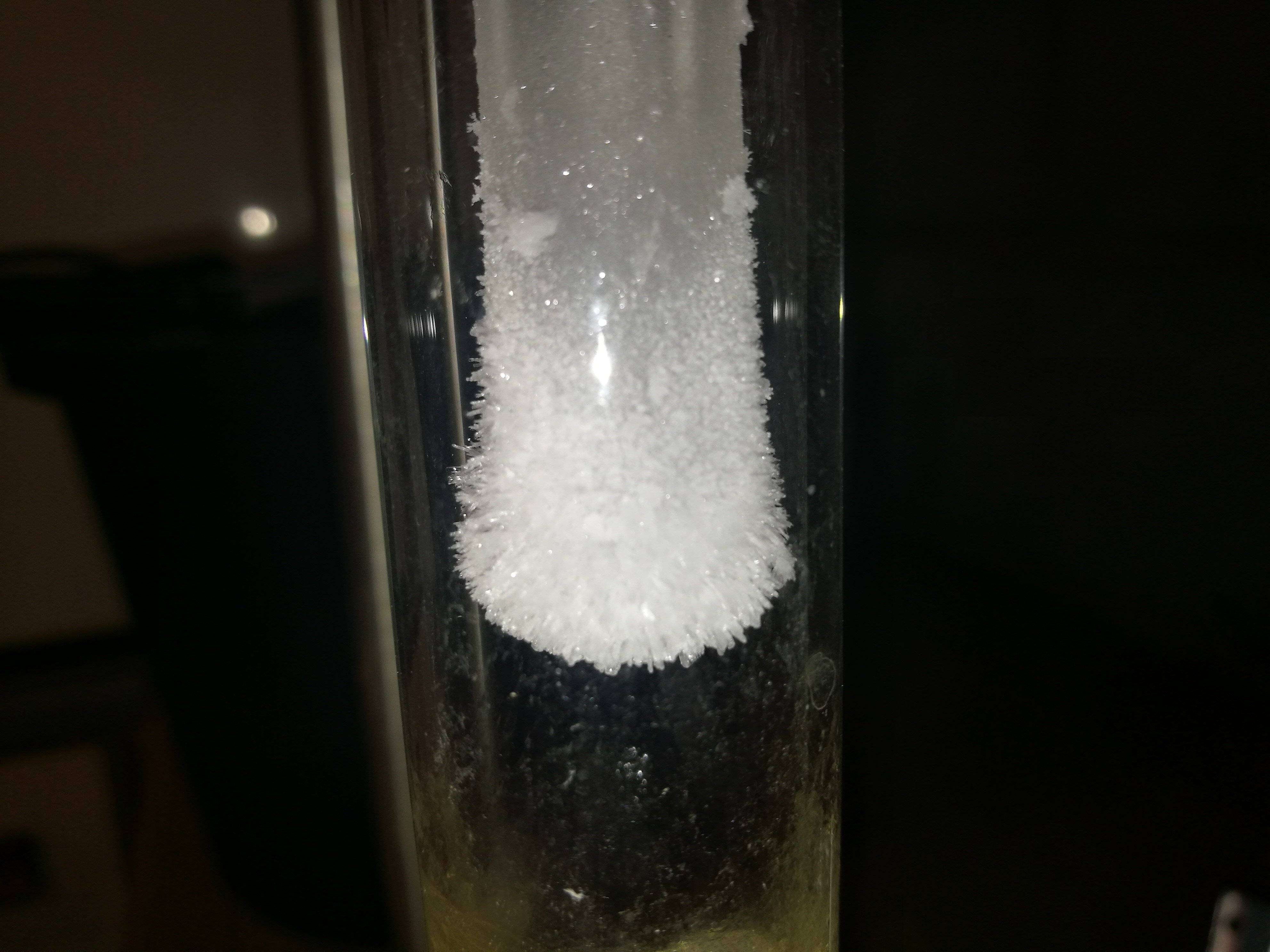
クロロブタノールの昇華性結晶

1881年にドイツの化学者コンラッド・ウィルゲロットにより初めて合成された。。
水酸化カリウムまたは水酸化ナトリウムの存在下で、クロロホルムとアセトンを反応させて合成する。昇華または再結晶で精製する。

## 毒性
肝臓に対する強い毒性を持つ。また、皮膚や目に対する刺激性を持つ。

## 単為生殖
ウニの卵からプルテウス幼生までの単為生殖を刺激する効果が証明されている。しかしミナミメダカの卵に対しては、麻酔としてのみ働く。

## 薬理
イソフルランやハロタンと関連する作用を持つ麻酔である。